# Tundla
Tundla là một thành phố và là nơi đặt ban đô thị (municipal board) của quận Firozabad thuộc bang Uttar Pradesh, Ấn Độ.

## Địa lý
Tundla có vị trí 27°12′B 78°17′Đ / 27,2°B 78,28°Đ Nó có độ cao trung bình là 168 mét (551 feet).

## Nhân khẩu
Theo điều tra dân số năm 2001 của Ấn Độ, Tundla có dân số 40.336 người. Phái nam chiếm 53% tổng số dân và phái nữ chiếm 47%. Tundla có tỷ lệ 72% biết đọc biết viết, cao hơn tỷ lệ trung bình toàn quốc là 59,5%: tỷ lệ cho phái nam là 78%, và tỷ lệ cho phái nữ là 66%. Tại Tundla, 14% dân số nhỏ hơn 6 tuổi.